# Étable
Étable korábbi község (település) Franciaországban, Savoie megyében. 2019. január 1-jén La Rochette községgel egyesült és Valgelon-La Rochette új község része lett.
Lakosainak száma 403 fő (2018. január 1.). Étable Presle, La Rochette, Rotherens, La Table és Le Verneil községekkel határos.

## Népesség
A település népességének változása:
| Lakosok száma | 373  | 388  | 407  | 402  | 403  |
|               | 2013 | 2015 | 2016 | 2017 | 2018 |